# Vratislav Lokvenc
Vratislav Lokvenc (* 27. September 1973 in Náchod) ist ein ehemaliger tschechischer Fußballspieler. Er wurde fünfmal mit Sparta Prag tschechischer Meister und spielte unter anderem in der deutschen Bundesliga für den 1. FC Kaiserslautern, außerdem 74-mal für die tschechische Nationalmannschaft. Im Jahre 2009 beendete er seine Karriere.

## Karriere als Aktiver

### Verein
Vratislav Lokvenc begann mit dem Fußballspielen in seiner Geburtsstadt Náchod und trat von 1980 bis 1986 für den dortigen TJ Náchod an. Anschließend wechselte der hochgewachsene Stürmer zu Spartak Hradec Králové. Im Sommer 1992 sollte Lokvenc, von seinem Umfeld nur Šoula genannt, seinen Wehrdienst bei VTJ Tábor oder TJ RH Znojmo leisten, konnte dann aber als einer der letzten Fußballer seine Grundausbildung direkt in Hradec Králové absolvieren.
Zu seinem ersten Einsatz in der damals noch höchsten tschechoslowakischen Spielklasse kam Lokvenc beim Auswärtsspiel beim FC Nitra. Über die volle Distanz spielte er in der Saison 1992/93 außerdem noch bei Spartak Trnava und zuhause gegen DAC Dunajská Streda. Insgesamt kam er in seiner Premierensaison als Profi auf 17 Spiele, ein Treffer gelang ihm dabei nicht. Ab der Saison 1993/94 spielte der Stürmer stabil in der von Ladislav Škorpil trainierten Mannschaft, in 29 Einsätzen gelangen ihm fünf Tore. Nach neun Spielen und drei Toren wechselte Lokvenc während der Saison 1994/95 zum Ligakonkurrenten Sparta Prag.
Mit Sparta wurde Lokvenc fünfmal Landesmeister (1995, 1997, 1998, 1999 und 2000) und 1996 Pokalsieger, außerdem in der Saison 1999/00 Liga-Torschützenkönig.
Im Sommer 2000 wechselte er in die deutsche Bundesliga zum 1. FC Kaiserslautern, bei dem er in den folgenden Jahren mit dem deutschen Nationalspieler Miroslav Klose ein torgefährliches Duo bildete. In seiner ersten Saison in der Pfalz erkämpfte Lokvenc sich einen Stammplatz – er war aber zwischenzeitlich Einwechselspieler – und schoss neun Tore. Waren der Verein vom Betzenberg anfänglich noch in der Abstiegsregion, kletterten sie in der Folge auf einen internationalen Rang und belegten schlussendlich den achten Platz. International spielte der 1. FC Kaiserslautern in der ersten Saison des Tschechen, als sie im UEFA-Pokal antraten und dank seiner zweier Tore – darunter der 1:0-Siegtreffer im Achtelfinalrückspiel gegen Slavia Prag, dem Stadtrivalen seines Ex-Vereins Sparta – das Halbfinale erreichten. Dort schieden Vratislav Lokvenc und der FCK mit zwei hohen Niederlagen gegen Deportivo Alavés aus. In seinem zweiten Jahr auf dem „Betze“ war der 1. FC Kaiserslautern bis in die Schlussphase der Saison auf einem internationalen Rang vertreten, doch letztendlich belegten sie den siebten Platz. Während der Bundesliga-Saison 2001/02 kam Lokvenc zu elf Saisontoren. Eine Saison später waren für ihn und für seinen Verein der Abstiegskampf angesagt und bis einschließlich des 24. Spieltages stand der 1. FC Kaiserslautern auf einem Abstiegsplatz, doch letztendlich gelang den Pfälzern der Klassenerhalt (Platz 14). Vratislav Lokvenc kam in dieser Saison in der Bundesliga zu acht Toren. Im DFB-Pokal lief es für die „Roten Teufel“ besser, denn auch dank fünf Toren des tschechischen Nationalspielers zogen sie ins Finale ein. Dort verloren die Lauterer mit 1:3 gegen den Meister FC Bayern München. Durch den Meistertitel des Finalgegners aus der bayerischen Landeshauptstadt qualifizierte sich der 1. FC Kaiserslautern für die folgende Saison für den UEFA-Pokal, wo der FCK allerdings gegen einen Gegner aus dem Herkunftsland von Lokvenc, dem FK Teplice, ausschied. Im DFB-Pokal schied der Traditionsclub aus der Pfalz ebenfalls in der ersten Hauptrunde aus, als der damalige Regionalligist und Zweitligaabsteiger Eintracht Braunschweig Endstation bedeutete und in der Liga war genau wie im Vorjahr Abstiegskampf angesagt. Vratislav Lokvenc, der zwischenzeitlich nicht dem Spieltagskader angehörte, schoss genau wie in der vorangegangenen Saison acht Tore und belegte mit seinem Verein den 15. Tabellenplatz. In der Sommerpause 2004 war – nach vier Jahren beim FCK – schließlich Schluss.
Lokvenc wechselte schließlich ins Ruhrgebiet zum VfL Bochum, der sich in der vorangegangenen Saison für den UEFA-Pokal qualifiziert hatte und dabei sich vor den Nachbarn von Schalke 04 und dem BVB platzieren konnte. Im UEFA-Pokal schieden die Bochumer denkbar knapp gegen Standard Lüttich aus, als sie im Hinspiel in Lüttich ein torloses Unentschieden erringen konnten und im Rückspiel in Bochum bis in die Nachspielzeit durch ein Tor von Marcel Maltritz mit 1:0 geführt hatten, allerdings dann das 1:1 kassierten und somit aufgrund der damaligen Auswärtstorregelung die Segel streichen mussten. In der Liga kämpfte der VfL lange um den Ligaverbleib und trotz zehn Saisontoren von Vratislav Lokvenc stiegen die Bochumer in die 2. Bundesliga ab. Erneut entschied er sich für einen Vereinswechsel und schloss sich in Österreich dem FC Red Bull Salzburg an. Dieser wurde kurz zuvor geschaffen, als der Red-Bull-Konzern beim SV Austria Salzburg einstieg und kurzerhand die Vereinsfarben und den Vereinsnamen änderte. Stand Lokvenc in den ersten drei Spielen noch in der Startelf, konnte er sich in der Folge nicht in der Stammformation behaupten und kam in seiner ersten Spielzeit in der Mozartstadt zu lediglich fünf Partien in der österreichischen Bundesliga. In der darauffolgenden Spielzeit kam der Tscheche ab dem elften Spieltag regelmäßiger zum Einsatz, doch ihm gelang es nicht, sich als erste Wahl zu etablieren. In dieser Saison spielte der FC Red Bull Salzburg auch international und startete dabei in der zweiten Qualifikationsrunde zur UEFA Champions League, wo sie sich gegen den FC Zürich durchsetzen konnten, allerdings bedeutete später der FC Valencia Endstation und in der ersten Runde im UEFA-Pokal schieden Vratislav Lokvenc und seine Mannen gegen die Blackburn Rovers aus. Zum Ende der Saison stand der erstmalige Gewinn des Meistertitels seit dem Einstieg von Red Bull. Regelmäßig im Ligaalltag spielte er auch in der Hinrunde der folgenden Saison, doch auch hier galt, dass er sich nicht dauerhaft in die Stammelf spielen konnte. Immerhin: Am 4. Oktober 2007 schoss er im UEFA-Pokal-Gruppenspiel gegen AEK Athen den 1:0-Siegtreffer.
Aufgrund seiner sportlichen Situation bei den Mozartstädtern verließ Lokvenc in der Wintertransferperiode der Saison 2007/08 und schloss sich auf Leihbasis in der Schweiz dem FC Basel an. Mit den Fußballern vom Rheinknie gewann er das Double, doch auch im Dreiländereck Schweiz-Frankreich-Deutschland konnte er sich nicht durchsetzen. Nach einem halben Jahr war die Zeit von Vratislav Lokvenc in Basel vorbei und in der Sommerpause 2008 brach er auch beim FC Red Bull Salzburg seine Zelte ab.
Sein neuer Verein wurde der deutsche Zweitligaaufsteiger FC Ingolstadt 04. Dank vier Saisontoren von Lokvenc belegten die Oberbayern, die finanzielle Unterstützung des ortsansässigen Audi-Konzerns erhalten, zur Winterpause den zwölften Tabellenplatz, doch in der Rückrunde gerieten sie in den Abstiegsstrudel und letztendlich stiegen die Ingolstädter als Tabellen-17. wieder aus der zweiten Liga ab. Daraufhin verließ der in Salzburg lebende Lokvenc, der insgesamt sechs Tore schoss, den FC Ingolstadt und wurde mit dem SV Grödig, dem SV Austria Salzburg und mit dem Amateurclub FC Pinzgau Saalfelden in Verbindung gebracht. Eine Verpflichtung kam allerdings nicht zu Stande und so beendete Lokvenc seine Karriere. Im Jahr 2011 tätigte er auf eine Frage bezüglich des Endes seiner aktiven Karriere folgende Aussage: „Ich war einfach zu alt! Zu Beginn meiner Karriere hat mir jemand mal gesagt, dass ich bis zum Alter von 36 Jahren aktiv Profifußball spielen werde. So ist es dann auch gekommen, und das war optimal. Es gibt nicht wenige Spieler, die schon mit 30 oder 32 Jahren aufhören müssen, weil sie sie körperlich fertig sind. Ich aber kann nicht klagen, denn mit einem Kreuzbandriss habe ich nur eine größere Verletzung gehabt.“

### Nationalmannschaft
Sein Debüt für die tschechische Nationalmannschaft gab Lokvenc am 6. September 1995 beim 2:0-Sieg im EM-Qualifikationsspiel in Prag gegen Norwegen. Sein zweites und vorerst letztes Spiel absolvierte er am 15. November 1995 beim 2:0 in der EM-Qualifikation an gleicher Ort und Stelle gegen Luxemburg. Erst ab 1997 wurde Lokvenc regelmäßig eingesetzt. Mit der Mannschaft nahm er an den Europameisterschaften 2000 in Belgien und den Niederlanden sowie 2004 in Portugal und an der Weltmeisterschaft 2006 in Deutschland teil. Das zweite Gruppenspiel am 17. Juni 2006 gegen Ghana bei der WM 2006 war sein letztes Länderspiel. Im September 2006 trat er aus der Nationalmannschaft zurück.
Lokvenc erzielte in 74 Länderspielen 14 Tore.

## Nach der Spielerkarriere
Zur Saison 2010/11 kehrte Lokvenc nach Tschechien zurück und schloss sich als Spielertrainer dem Viertligisten SK Union Čelakovice an. Aktuell ist er Scout des FC Basel für die Slowakei und Tschechien sowie Spielerbeobachter.

## Familie
Sein 1946 geborener Vater, der ebenfalls Vratislav Lokvenc hieß, spielte in den 1960er-Jahren für TJ Tepná Náchod in der 2. tschechoslowakischen Liga. Von 1965 bis 1967 trat er während seines Wehrdienstes für Dukla Tábor an, anschließend bis 1970 für den ebenfalls in der zweithöchsten Spielklasse antretenden Spartak Ústí nad Labem. Anschließend kehrte Vratislav Lokvenc senior nach Náchod zurück. Von 1981 bis 1986 trat er als Spielertrainer für Dvůr Králové nad Labem an. Später trainierte er die Mannschaften von Červený Kostelec, Česká Skalice und Předměřice in unteren Spielklassen. Vratislav Lokvenc senior kam im Juli 2008 bei einem vom tschechischen Eishockeyspieler Ladislav Lubina verursachten Verkehrsunfall ums Leben.

## Sonstiges
Gemeinsam mit seinen ehemaligen Mitspielern Tomáš Votava und Pavel Nedvěd nahm Lokvenc am 27. März 2010 am Prag-Halbmarathon teil.